# 광덕로
광덕로(Gwangdeok-ro)는 충청남도 천안시 동남구 광덕면 매당교차로와 광덕면 을 잇는 도로이다.

## 주요 경유지
충청남도
- 천안시 동남구 (광덕면)

## 노선
전 구간 지방도 제623호선에 속하므로 이에 대한 별도 표기는 생략한다.
| 이름        | 접속 노선                 | 소재지 | 소재지 | 소재지 | 비고 |
| ----------- | ------------------------- | ------ | ------ | ------ | ---- |
| 매당 교차로 | 지방도 제629호선 (광풍로) | 천안시 | 동남구 | 광덕면 |      |
| 신흥교      |                           | 천안시 | 동남구 | 광덕면 |      |
| 신흥 교차로 | 신흥리1길 각호지길        | 천안시 | 동남구 | 광덕면 |      |
| 무신 교차로 | 쌍령1길                   | 천안시 | 동남구 | 광덕면 |      |
| 무신1교     |                           | 천안시 | 동남구 | 광덕면 |      |
| 무신2교     |                           | 천안시 | 동남구 | 광덕면 |      |
| (이름없음)  | 차령고개로                | 천안시 | 동남구 | 광덕면 |      |

## 주요 시설및 건물
- 공원휴게소 (광덕로 344/신덕리 44-4)
- 천안공원 (광덕로 383/신덕리 산 4)
- 행정초등학교 (광덕로 534/행정리 61)